# Tir au canon aux Jeux olympiques de 1900
Le tir au canon est au programme des Jeux olympiques de 1900, organisés dans le cadre de l'Exposition universelle de Paris. Bien qu'aucune distinction entre les différents sports ne soit faite sur le moment, le tir au canon n'est ensuite pas considéré comme une discipline officielle par le Comité international olympique,.

## Organisation
Les épreuves de tir au canon sont organisées du 29 juillet au 19 août au Polygone d'artillerie de Vincennes en collaboration avec la Société de tir au canon de Paris. Elles font partie de la section IV qui regroupe les épreuves de tir des concours sportifs de l'Exposition universelle de 1900. Le sous-comité du tir au canon reçoit un budget beaucoup moins élevé que demandé du comité général des tirs et doit donc réduire fortement la durée et l'ampleur des épreuves.

## Déroulement

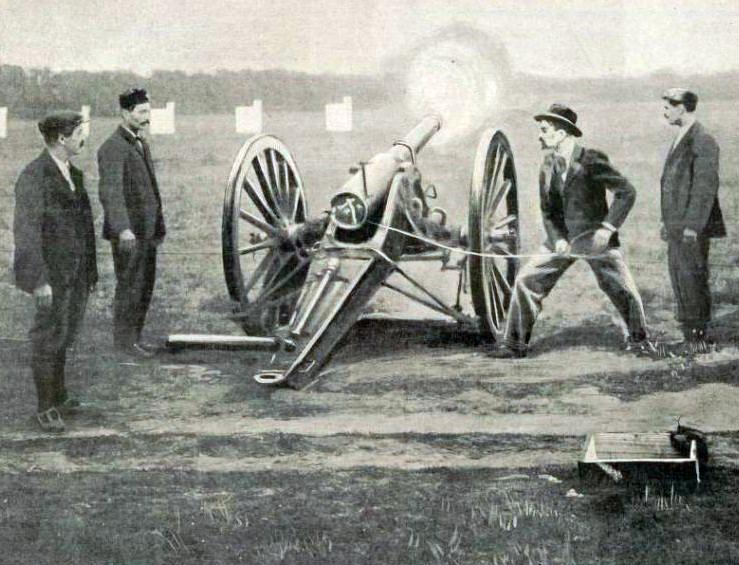
Le concours de tir au canon.

Le programme est composé de trois parties : le tir individuel, le tir de batteries de campagne et le tir de batteries de siège. L'épreuve individuelle d'une durée de six jours réunit 542 participants qui doivent manier un canon de 90 millimètres avec l'aide de deux personnes et tirer quatre fois dans des cibles situées à 60 mètres le plus rapidement possible. Les membres de la Société de tir au canon de Paris remportent 16 des 33 prix distribués, le reste étant obtenu entre autres par les membres des sociétés de Poitiers et de Lyon. Pour le tir de batteries de campagne, 16 officiers et sous-officiers assistés de 30 personnes tirent avec six canons. Quarante-six batteries sont formées pour le tir de campagne. Cependant, seuls 26 tirs peuvent avoir lieu pendant les huit jours de juillet et août où le Polygone d'artillerie est réservé à cause des nombreux tirs individuels. Les autres tirs sont donc effectués en octobre et en novembre. La Société de tir au canon de Paris remporte 56 des 73 prix attribués pour cette épreuve ; les sociétés de Poitiers et de Lyon obtiennent également des prix. Lors du tir de batteries de siège, un commandant, douze pointeurs et huit assistants sont nécessaires pour manier les quatre canons. Vingt-sept tirs sont effectués en juillet et août et onze autres en octobre et novembre. La Société de tir au canon de Paris remporte 16 des 25 prix et le bataillon des canonniers sédentaires de Lille en obtient trois.

## Absence de spectateurs
Le ministre de la Guerre indiqua que le public ne pourrait pas assister au concours, ce que déplorèrent les organisateurs, qui avaient espéré recueillir 7 000 francs pour les entrées du public. Ils envisagèrent même, en juin 1900, de renoncer à organiser le concours de tir au canon.